# Eulepidotis emilia
Eulepidotis emilia là một loài bướm đêm trong họ Erebidae.